# 王暘
王暘（？年—？年），字明叔，河南河內縣（今河南省沁陽市）人，武功中衛籍。明朝政治人物，正德甲戌進士。

## 生平
正德九年（1514年）甲戌科進士。正德十五年（1520年）官陝西盩厔縣知縣，嘉靖三年（1524年）任陝西寧州（今甘肅寧縣）知州。升西安府同知，嘉靖十二年（1533年）由山東按察司僉事陞右參議。